# Belmopan
Belmopan – stolica Belize, położona w środkowej części kraju, około 80 km od wybrzeża Morza Karaibskiego, w dolinie rzeki Belize na wysokości 76 m n.p.m. Ludność miasta wynosi 16 435 mieszkańców (2007) – trzecie co do wielkości miasto w kraju.
Miasto Belmopan powstało w latach 60. XX wieku po tym, jak poprzednia stolica Belize City została poważnie zniszczona 31 października 1961 przez huragan Hattie. Budowa stolicy została rozpoczęta w 1967 w odległości około 90 km od Belize City. Ostatecznie rząd autonomicznego Hondurasu Brytyjskiego został przeniesiony do Belmopanu w 1970, pozostał również stolicą kraju po uzyskaniu niepodległości w 1981.
Brak większych zakładów przemysłowych oraz infrastruktury powodował, że miasto rozwijało się słabo i nie przyciągało nowych mieszkańców. W latach 1971–1981 ludność stolicy zwiększyła się zaledwie z 2700 do 3000 osób (mimo planowanego wzrostu do 10.000 mieszkańców). Wokół centrum powstały natomiast slumsy zamieszkałe przez uchodźców z Salwadoru.
Przemysł w mieście jest nadal słabo rozwinięty, znajdują się tutaj niewielkie zakłady odzieżowe. Władze municypalne planują stworzyć park przemysłowy, by przyciągnąć inwestorów do stolicy. Planuje się tutaj przenieść główny uniwersytet kraju University of Belize.